# Endothenia engone
Endothenia engone es una especie de polilla del género Endothenia, categorizada en la tribu Olethreutini, de la subfamilia Olethreutinae.

## Distribución
Se distribuye por Indonesia.

## Taxonomía
Fue descrita por Diakonoff en 1984 y publicada en (Endothenia), Ent. Basil 9: 419.